# 流星·蝴蝶·劍 (1976年電影)
《流星·蝴蝶·劍》（英語：Killer Clans）是1976年上映的一部香港電影，由楚原執導，改編自古龍的同名小說。同一製作班底於同年7月亦有《天涯·明月·刀》上映。

## 劇情介紹
人稱「老伯」的龍門幫主孫玉伯（谷峰飾）欲誅之者甚多，分別有十二飛鴻幫幫主萬鵬王（王俠飾）和一位叫高老大（陳萍飾）的妓女，高老大先後派了兩名武功蓋世的殺手去暗殺老伯，這兩個殺手分別是葉翔（凌雲飾）和孟星魂（宗華飾），由於兩人先後愛上老伯之女小蝶（井莉飾），因此放棄了殺手生涯。而另一方面，萬鵬王與老伯的仇怨也因萬之手下關西三虎被老伯親信律香川（岳華飾）所殺而惡化，而後來老伯之子孫劍（王钟飾）和老伯所聘的神秘殺手韓棠（羅烈飾）的離奇遇害，令老伯醒悟內奸的存在，他設下妙計，終引內奸暴露身份。

## 人物介紹
- 宗華 飾演 孟星魂
- 井莉 飾演 小蝶
- 谷峰 飾演 孫玉伯
- 岳華 飾演 律香川
- 陳萍 飾演 高老大
- 王俠 飾演 萬鵬王
- 凌雲 飾演 葉翔
- 羅烈 飾演 韓棠
- 王钟 飾演 孫劍
- 李修賢 飾演 鐵成鋼
- 鄭康業 飾演 馮浩
- 樊梅生 飾演
- 江洋 飾演 馬方中
- 井淼 飾演 易潛龍
- 艾飛 飾演 易虎
- 楊志卿 飾演 陸漫天
- 李壽祺 飾演 律山
- 顧冠忠 飾演
- 夏萍

## 外部連結
- 開眼電影網上《流星．蝴蝶．劍》的資料（繁體中文）
- 香港影庫上《流星．蝴蝶．劍》的資料（繁體中文）
- 时光网上《流星．蝴蝶．劍》的資料（简体中文）
- 豆瓣电影上《流星．蝴蝶．劍》的資料 （简体中文）
- 爛番茄上《流星．蝴蝶．劍》的資料（英文）
- AllMovie上《流星．蝴蝶．劍》的资料（英文）
- 互联网电影数据库（IMDb）上《流星·蝴蝶·劍》的资料（英文）